# Serralunga di Crea
Serralunga di Crea (tiếng Piedmonte: Seralonga 'd Crea) là một đô thị ở tỉnh Alessandria trong vùng Piedmont của Italia, có vị trí cách khoảng 45 km về phía đông của Torino và khoảng 35 km về phía tây bắc của Alessandria.
Đô thị này nổi tiếng với ngọn núi thiêng Sacro Monte di Crea, một nơi hành hương gần đó.
Serralunga di Crea giáp các đô thị: Cereseto, Mombello Monferrato, Pontestura, Ponzano Monferrato, và Solonghello.

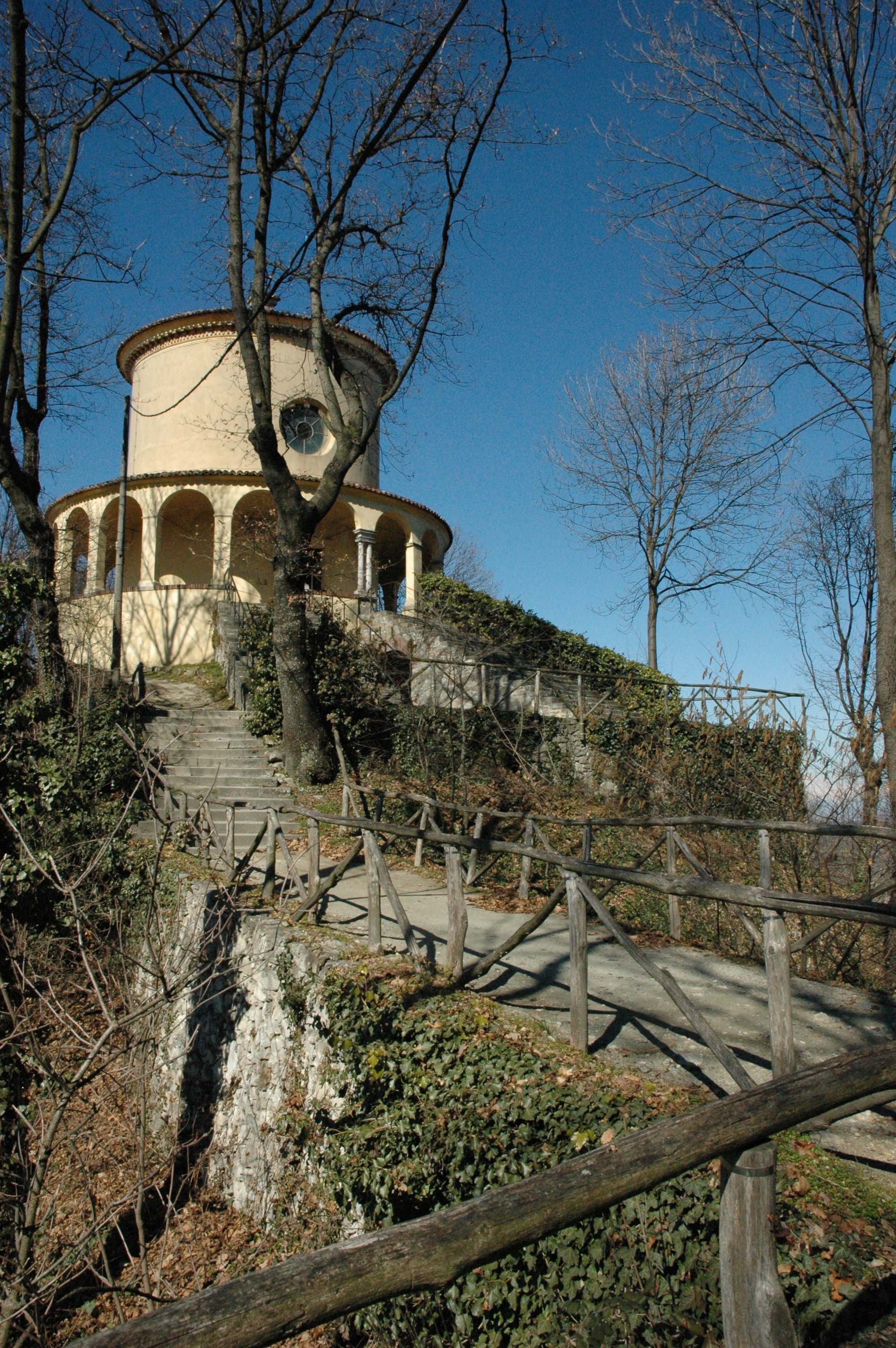
Sacro Monte di Crea Paradise Chapel
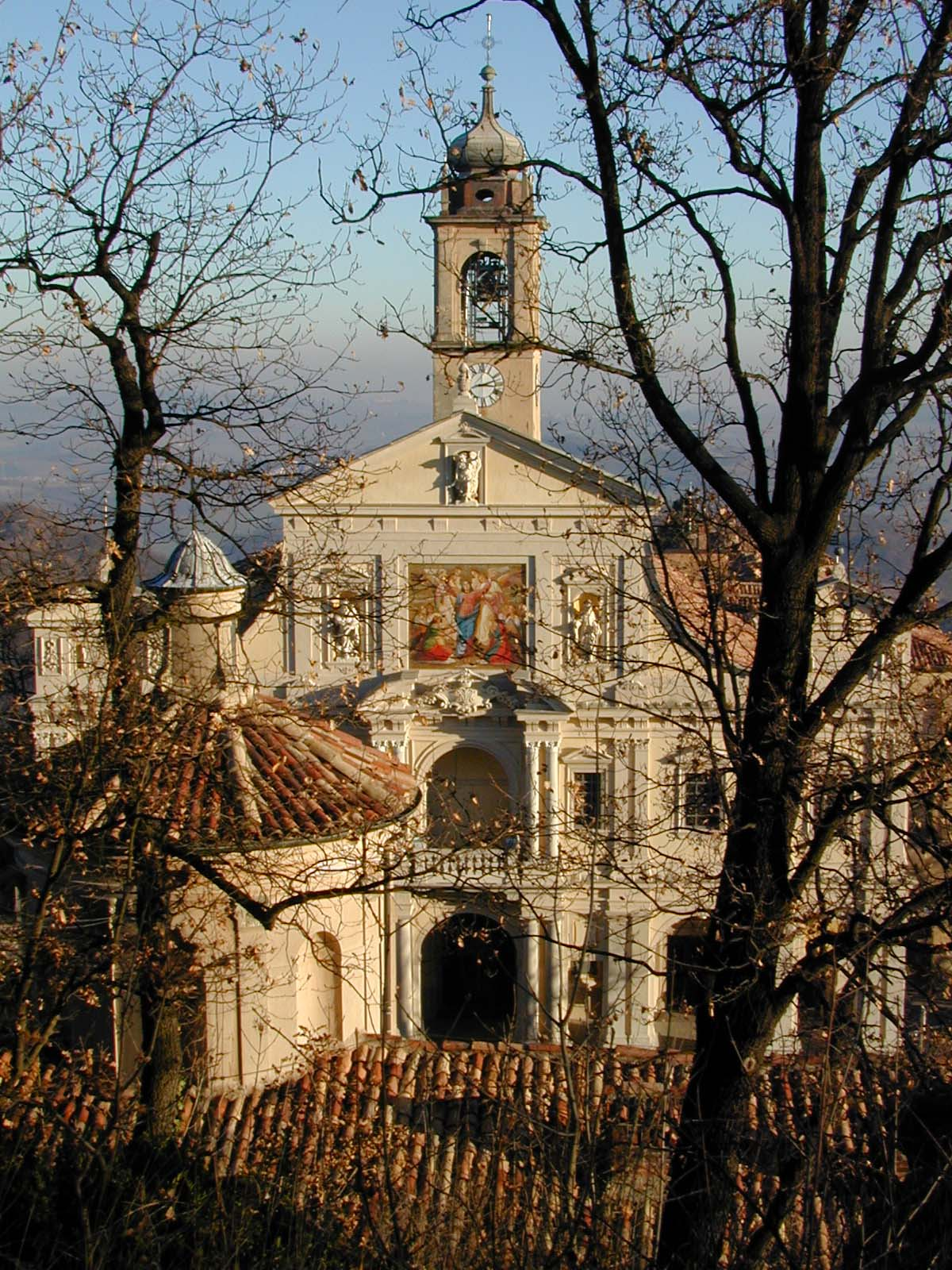
Sacro Monte di Crea Thánh địa
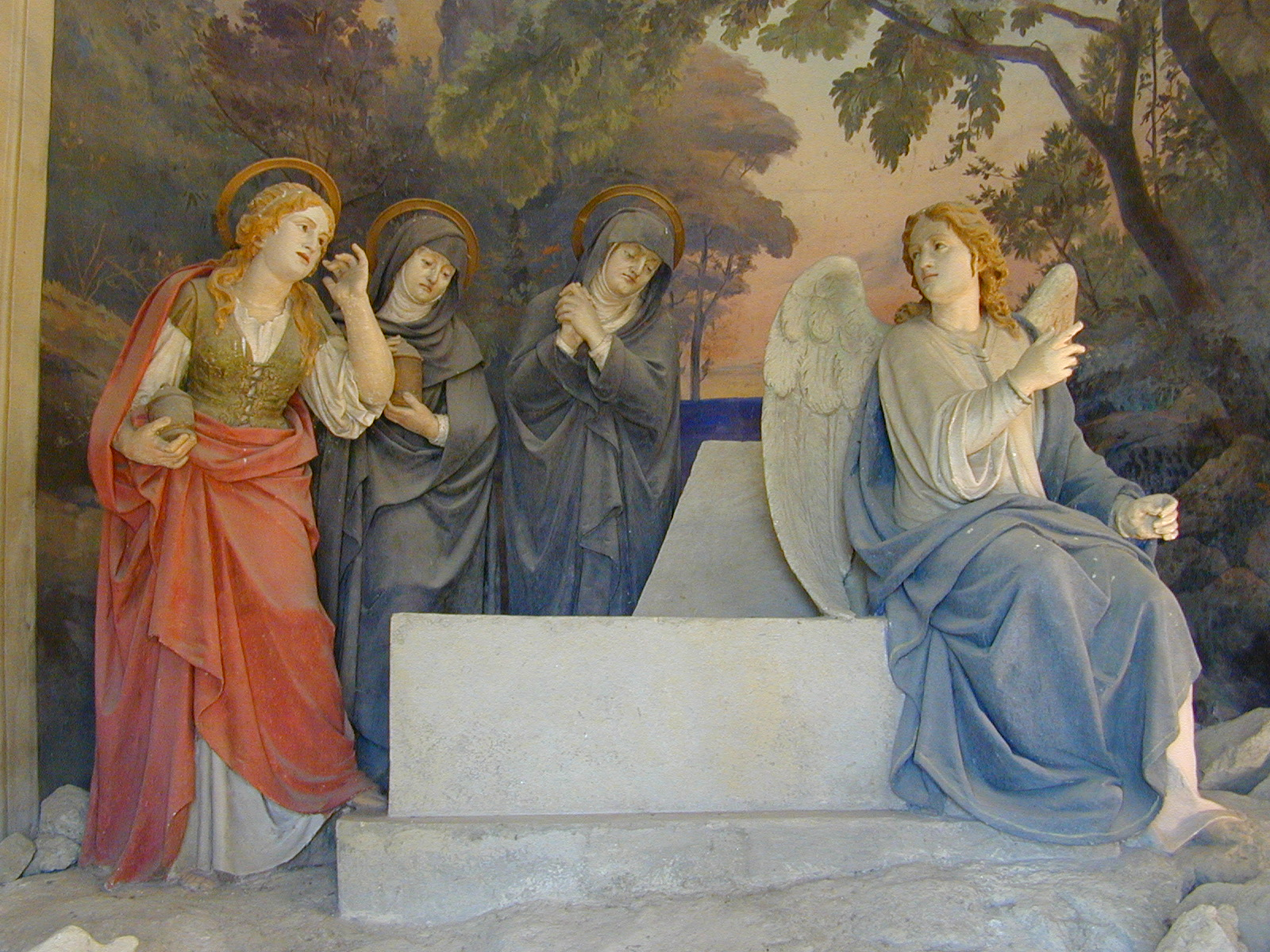
Sacro Monte di Crea Nhà nguyện 19. Antonio Brilla